# Ataxia linearis
Ataxia linearis är en skalbaggsart som först beskrevs av Bates 1866.  Ataxia linearis ingår i släktet Ataxia och familjen långhorningar. Inga underarter finns listade.